# 昨日的世界

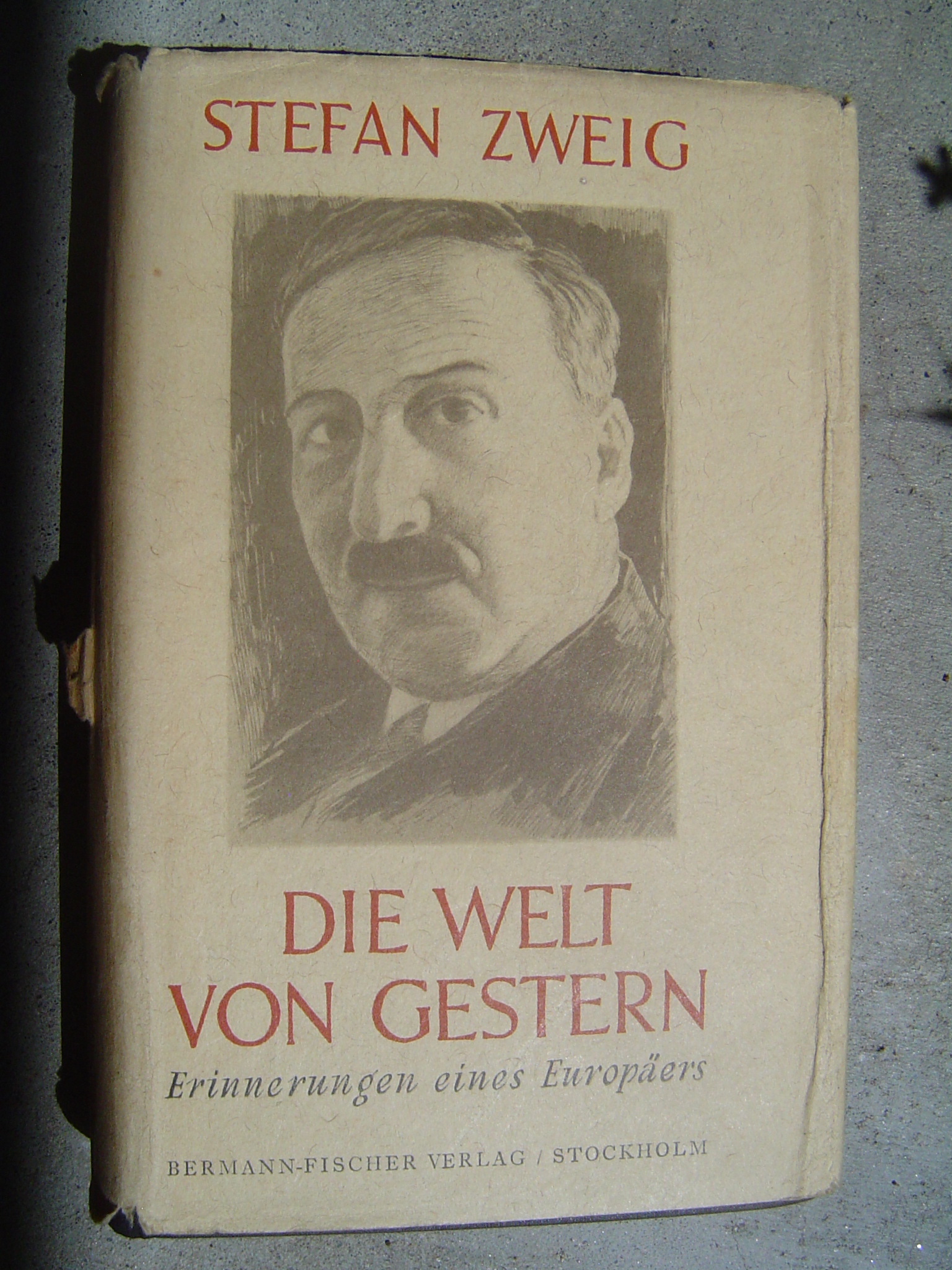
昨日的世界

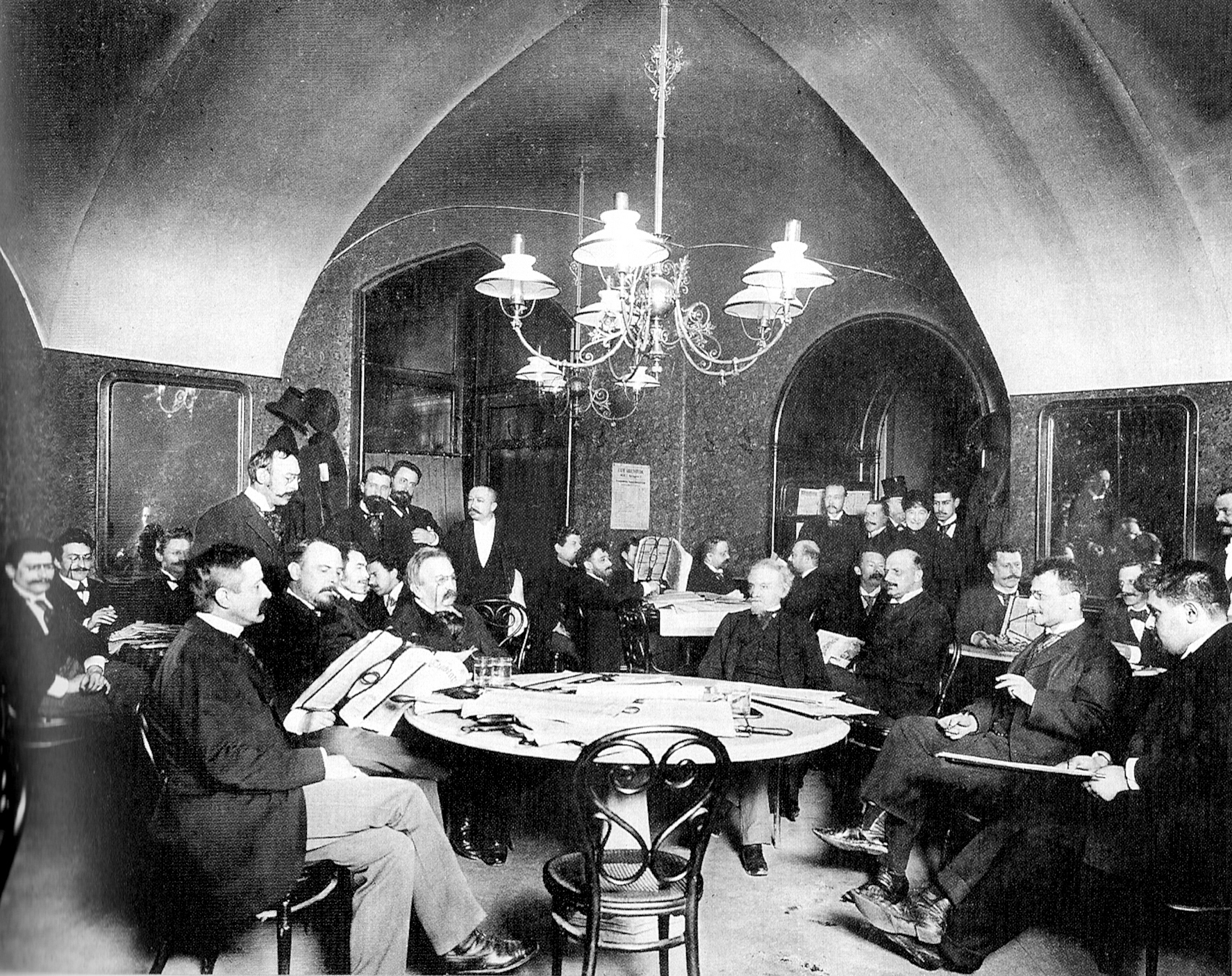
1897年之前維也納的格林斯坦咖啡馆。茨威格將其稱為“青年文學的總部”

昨日的世界：一個歐洲人的回憶（德語：Die Welt von Gestern: Erinnerungen eines Europäer）是一部奥地利作家斯蒂芬·茨威格的回忆录体文学作品。这本书写成于1939年至1941年间，是茨威格临终前被流放的最后几年里完成的。在1942年茨威格离世以后，该书才得以在斯德哥尔摩面世。
在这部作品里，茨威格叙述了生平所经历的欧洲重大历史事件，并通过文字刻画了时代的氛围和大众的心态。

## 简介

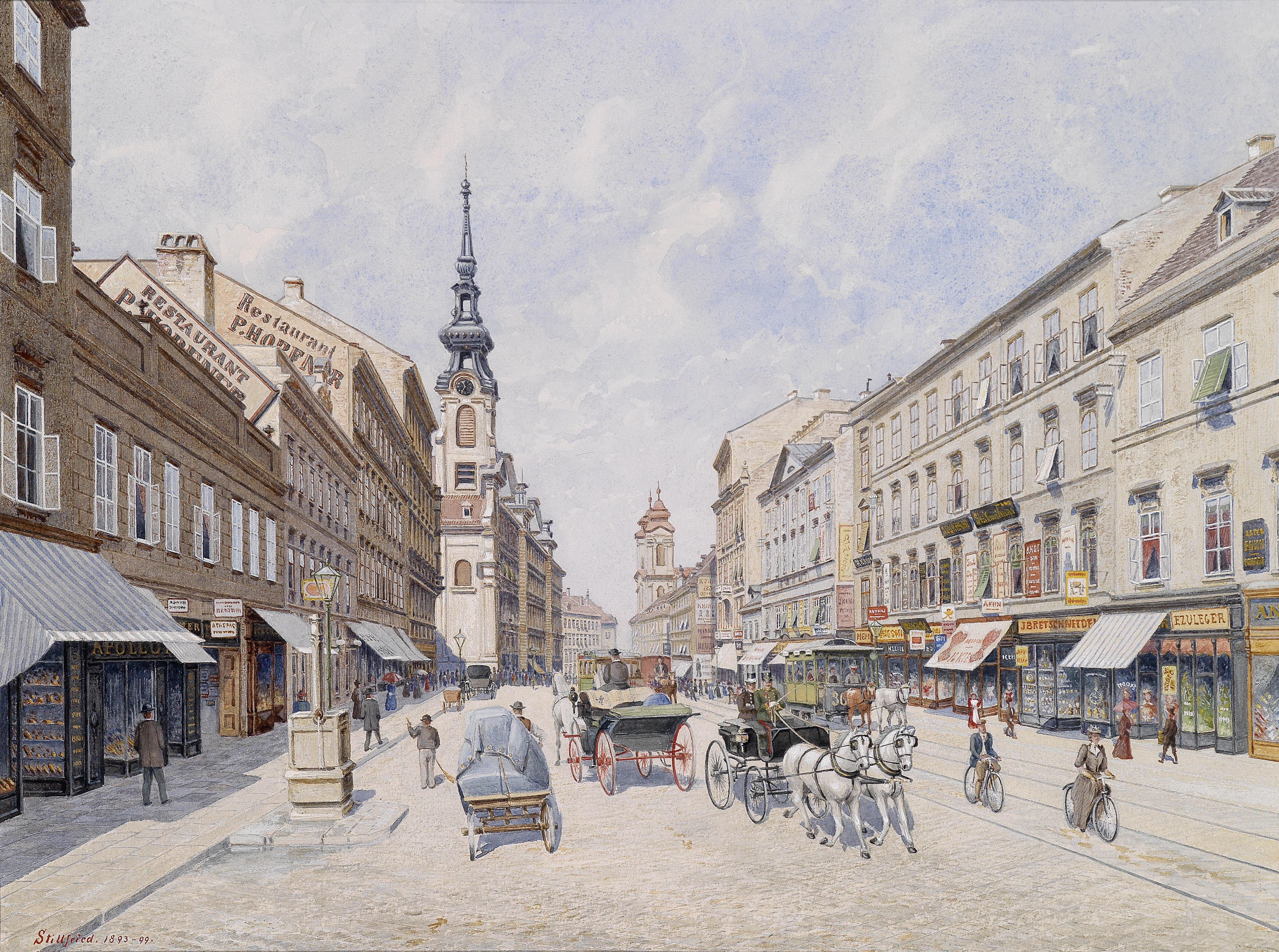
1890年代的維也納

故事以叙述19世纪末生于维也纳的年轻犹太学生开始，跨越世纪之交，直至第二次世界大战。作者以饱满真挚的感情、平实顺畅的文字叙述了他所认识的特定时期的各种人物，他亲身经历的社会政治事件，他对那个动荡不安的时代的感受，记录了当时欧洲从一战前夜到二战欧洲危局的社会现实，批露了世界文化名人鲜为人知的生活轶事，同时穿插了作者各种细腻的心迹。

## 发行版本
德文版
- Die Welt von Gestern. Erinnerungen eines Europäers，菲舍尔出版社，1982年德国法兰克福，ISBN 978-3-10-097047-3
  - 平装版：ISBN 978-3-596-21152-4
- Die Welt von Gestern. Erinnerungen eines Europäers，Rüdiger Görner写的后记，Artemis & Winkler出版社，2002年杜塞尔多夫／苏黎世，ISBN 978-3-538-06938-1

中文版
- 昨日的世界：一个欧洲人的回忆，译者：舒昌善／孙龙生／刘春华／戴奎生，2004年，广西师范大学出版社，978-7-56-334580-9
- 昨日的世界：一个欧洲人的回忆，译者：舒昌善／孙龙生／刘春华／戴奎生，1991年，生活·读书·新知三联书店，ISBN 978-7-108-00326-3
- 昨日的世界：茨威格自传，译者：汀兰，团结出版社，2005年，ISBN 978-7-80130-876-4
- 昨日的世界：一个欧洲人的回忆，译者：徐友敬等，2018年，上海译文出版社，ISBN 978-7-5327-7715-0

## 腳註
1. ↑  Jones, Lewis, , The Telegraph, 11 January 2010  [2 November 2015], （原始内容存档于2021-08-28）
2. ↑  Lezard, Nicholas, , The Guardian, 4 December 2009  [2 November 2015], （原始内容存档于2021-08-28）
3. ↑  Brody, Richard, , The New Yorker, 14 March 2014  [2 November 2015], （原始内容存档于2021-03-04）
4. ↑  The World of Yesterday, Viking Press.